# Cocculus balfourii
Cocculus balfourii är en tvåhjärtbladig växtart som beskrevs av Georg August Schweinfurth och Isaac Bayley Balfour. Cocculus balfourii ingår i släktet Cocculus och familjen Menispermaceae. Inga underarter finns listade i Catalogue of Life.